# Val Parina
La val Parina (Al Parina in dialetto bergamasco) è una valle laterale della val Brembana, in provincia di Bergamo.
Si trova sul lato orografico sinistro della val Brembana, da cui si stacca all'altezza di Scalvino (frazione di Lenna), e risale tortuosa verso est per circa 15 km, restando a sud della Cima di Menna e a nord della val Serina. Tutta la bassa e media val Parina è completamente disabitata ed è percorribile solo seguendo un lungo e isolato sentiero di montagna, che permette di superare le gole formate dal torrente Parina. La zona superiore della valle è invece compresa nel comune di Oltre il Colle, ma normalmente questo lo si tende a considerare parte della vicina val Serina, anche per il fatto che l'unica strada per arrivarvi passa da essa.